# 伊万·博什尼亚克
伊万·博什尼亚克（1979年2月6日—），克罗地亚男子足球运动员，场上位置是前锋。他曾代表克罗地亚国家队参加2006年国际足联世界杯，结果队伍止步小组赛阶段。